# Eduard Friedrich Eversmann
Alexander Eduard Friedrich Eversmann (Wehringhausen, 23 de gener de 1794 - Kazan, 14 d'abril de 1860) va ser un biòleg i explorador alemany.

## Biografia
Eversmann va néixer a Westfàlia i va estudiar a les universitats de Marburg, Halle, Berlín i Dorpat. Va rebre el seu grau de Filosofia i Màster de Ciències Liberals a Halle, el 1814, i en Dorpat es va graduar com a Doctor de Medicina i Cirurgia el 1817. Durant els següents tres anys va viatjar al sud dels Urals, recol·lectant espècimens i enviant-los a Hinrich Lichtenstein a la Universitat de Berlín.
Eversmann va planejar durant molt de temps un viatge a l'Àsia central per recol·lectar espècimens d'història natural. A més va estudiar els idiomes, costums i la religió musulmana de la gent de l'àrea. El 1820 va ser a Bukharà com a comerciant, travessia que va descriure en Reise Orenburg nach Buchara, el 1823, i amb un apèndix d'història natural de Lichtenstein. En 1825 va viatjar amb una expedició militar a Khivà. El 1828 va ser triat professor de zoologia i de botànica a la universitat de Kazan. Durant els següents trenta anys va escriure nombroses publicacions i és considerat pioner d'estudis de la flora i de la fauna de les estepes del sud-est de Rússia, entre el Volga i els Urals.

## Honors
El seu nom és commemorat en un nombre d'aus (com Phoenicurus erythronotus), papallones (com Parnassius eversmanni) i arnes (Actebia fennica).

## Abreviatura (botànica)
L'abreviatura Eversm. s'empra per a indicar a Eduard Friedrich von Eversmann com autoritat en la descripció i classificació científica dels vegetales.